# Girl Positive
Albums de Boss Hog
Cold Hands
(1990) Boss Hog
(1995)
Girl Positive est le deuxième extended play de Boss Hog, sorti uniquement au format CD.

## Titres
1. Ruby
2. Some Sara
3. Cream Agent
4. Black Betty
5. Hustler
6. Big Fish
7. Bunny Fly
8. Black Throat
9. Not Guilty

## Commentaires
Cet extended play peut aussi se rencontrer sous la dénomination Girl +.
Même s'il s'agit officiellement d'un extended play, le nombre de chansons présentes et la durée peuvent amener à le considérer comme un album à part entière.
Confirmant leur art-work particulier et reconnaissable, on peut encore voir sur la pochette de cet EP Cristina Martinez.